# Lotodes multijugum
Lotodes multijugum là một loài thực vật có hoa trong họ Đậu. Loài này được (Elliott) Kuntze mô tả khoa học đầu tiên năm 1891.